# Hyphydrus omercooperae
Hyphydrus omercooperae là một loài bọ cánh cứng trong họ Bọ nước. Loài này được Guéorguiev miêu tả khoa học năm 1975.